# Objaw Rovsinga
Objaw Rovsinga – objaw zapalenia wyrostka robaczkowego lub zapalenia otrzewnej. Badanie wykonuje się oburącz. Badający układa swą jedną dłoń w okolicę lewego dołu biodrowego prostopadle do okrężnicy zstępującej, a następnie wywiera swoją drugą dłonią równomierny ucisk na dłoń wcześniej przyłożoną do skóry brzucha. Stopniowo przesuwa dłonie w kierunku antyperystaltycznym do lewego zgięcia okrężnicy. W wyniku badania dochodzi do wzrostu ciśnienia gazów w okrężnicy, co rozciąga ścianę kątnicy i wyrostka robaczkowego. W przypadku zapalenia wyrostka robaczkowego wyzwoli to ból w prawym dolnym kwadrancie brzucha - dodatni objaw Rovsinga. Objaw ten służy do różnicowania zapalenia wyrostka robaczkowego od niektórych chorób nerek, kamicy moczowodowej, czy zapalenia przydatków. Jest polecany szczególnie w sytuacji, gdy uciskanie prawego dołu biodrowego może być dla chorego niebezpieczne. Nazwa objawu pochodzi od Thorkilda Rovsinga.